# 曾興隆
曾興隆（1986—），香港註冊社工，民建聯及新界社團聯會成員，曾任北區區議會聯和墟區議員，現任北區區議會地區委員會界別議員。

## 生平
畢業於中華基督教會基新中學和香港理工大學社會政策及行政及香港中文大學社會工作系。
2011年區議會選舉，曾興隆參選北區區議會聯和墟(N01)，以1,512票（41.19%）不敵對手羅世恩的2,159票（58.81%），未能當選。
2015年再次參選，為「一泛民對兩建制」的局面。曾興隆以2,640票（52.44%）擊敗僅得1,981票（39.35%）、角逐連任的民主黨羅世恩，以及僅得413票（8.21%）的自由黨劉明堅，成功當選。
參加了2016年香港立法會選舉，排於陳克勤名單第五名。
2019年區議會選舉未能成功連任北區區議員。
2022年獲頒授行政長官社區服務獎狀，表揚「致力為北區服務，貢獻甚多」。
2023年參選北區區議會地區委員會界別，並成功當選，重返議會。